# Distretto di Henganofi
Il distretto di Henganofi, in inglese Henganofi District, è un distretto della Papua Nuova Guinea appartenente alla provincia degli Altopiani Orientali. Ha una superficie di 941 km² e 41.000 abitanti (stima nel 2000)

## Geografia antropica

### Suddivisioni amministrative
Il distretto è suddiviso in un'Area di Governo Locale:
- Henganofi Rural